# Patrick Bauer (Journalist)
Patrick Raoul Julian Nils Bauer (* 1983 in Stuttgart) ist ein deutscher Journalist, Autor, Reporter und Stellvertretender Ressortleiter Audio und Video der Süddeutschen Zeitung.

## Leben
Patrick Bauer wuchs in Berlin-Kreuzberg auf und machte dort im Jahr 2003 auf dem Hermann-Hesse-Gymnasium sein Abitur. Er absolvierte anschließend die Berliner Journalisten-Schule und war als Autor für die tageszeitung, den Tagesspiegel und das Fernseh-Magazin Polylux tätig.
Im Jahr 2006 begann Bauer als Redakteur bei der Zeitschrift NEON in München. Später war er dort Redakteur für besondere Aufgaben und berichtete zwischenzeitlich als Reporter erneut aus Berlin. Bauer wurde vor allem für seine Reportagen und Porträts bekannt, sein Text Das Vorzeigearschloch über den Rapper Bushido wurde 2011 für den Deutschen Reporterpreis nominiert und beim Axel-Springer-Preis ausgezeichnet.
Im selben Jahr erschien bei Luchterhand Bauers erstes Buch Die Parallelklasse: Ahmed, ich und die anderen – Die Lüge von der Chancengleichheit. Dafür suchte Bauer ehemalige Mitschüler aus der Kreuzberger Grundschulzeit auf, um anhand deren Biografien nachzuzeichnen, wie stark Bildungschancen noch immer von der sozialen Herkunft abhängig sind. Die Süddeutsche Zeitung schrieb dazu: „Das Buch sollte jeder deutsche Bildungspolitiker lesen, schließlich zeigt ‚Die Parallelklasse‘ wie in einem Brennspiegel, dass Deutschland in Sachen Bildungspolitik eine lupenreine Klassengesellschaft ist.“
Nach dem Weggang von Timm Klotzek und Michael Ebert übernahm Bauer im Jahr 2012 gemeinsam mit Vera Schroeder die Chefredaktion von NEON und Nido. Als der Verlag Gruner + Jahr beschloss, die Redaktionen nach Hamburg umzuziehen, entschieden sich Schroeder und Bauer wegen inhaltlicher Differenzen mit der Verlagsleitung über die künftige Strategie für beide Magazine dagegen, mitzugehen und gaben ihre Posten zum Jahresbeginn 2014 ab.
Bauer wurde im Mai 2014 Autor für das Süddeutsche Zeitung Magazin. Für seine Reportage Nass und Gewalt über den Alltag im Freibad „Columbiabad“ in Berlin-Neukölln gewann er 2015 zusammen mit dem Fotografen Andy Kania den Hansel-Mieth-Preis. Seine Reportage Ein graues Leben über die Elefantendame Bibi und ihr Leben in deutschen Zoos war 2018 für den Theodor-Wolff-Preis nominiert. Für den im SZ-Magazin veröffentlichten Artikel Wunschdenken über die umstrittene Forschung an Gehirn-Computer-Schnittstellen durch den Tübinger Professor Niels Birbaumer erhielt Bauer gemeinsam mit Patrick Illinger und Till Krause 2019 den Deutschen Reporterpreis in der Kategorie „Wissenschaftsreportage“ sowie den Goethe-Medienpreis 2020. Gemeinsam mit Thomas Bärnthaler erhielt er 2022 den Deutschen Reporter:innenpreis in der Kategorie „Bestes Interview“ für „Das Blut klebt an diesen schönen Spielen“.
2015 erschien bei Rowohlt Bauers zweites Buch Der Anfang am Ende der Welt – Geschichte einer wahren Liebe, das auf der Liebesgeschichte seiner Großeltern basiert und in drei Zeitebenen von einem jungen Mann erzählt, der aus dem Nachkriegsdeutschland in die Karibik reist und sich dort in eine Einheimische verliebt.
Im November 2019 erschien von Bauer das Buch Der Traum ist aus. Aber wir werden alles geben, dass er Wirklichkeit wird., eine Rekonstruktion der Alexanderplatz-Demonstration am 4. November 1989, über das in der Welt am Sonntag stand, es sei „einer der schönsten Nachrufe auf jenes kleine Land, das einfach nicht zu retten war“.
Seit April 2022 leitete Bauer für das SZ-Magazin gemeinsam mit Till Krause den Bereich "Podcasts & Formatentwicklung". Die beiden konzipierten und verantworteten seitdem die vielbeachteten seriellen Recherche-Podcasts "71 Schüsse" über den Amoklauf von Erfurt, "Who the f*** is Alice?" über Alice Schwarzer und "Wer ist Joni?" über einen mysteriösen Fall von Catfishing. Ihren ersten gemeinsamen Podcast hatten Bauer und Krause als Reporter bereits 2021 produziert: "Die Mafiaprinzessin" wurde ein großer Erfolg und war für den Deutschen Reporter:innenpreis nominiert. Seit November 2023 ist Bauer als stellvertretender Ressortleiter Audio und Video der Süddeutschen Zeitung zuständig für die Podcast-Serien von SZ und SZ-Magazin.
Patrick Bauer ist mit der Journalistin Meredith Haaf verheiratet und lebt mit seiner Familie in München.

## Veröffentlichungen (Auswahl)
- Die Parallelklasse: Ahmed, ich und die anderen – Die Lüge von der Chancengleichheit. Luchterhand Literaturverlag, München 2011, ISBN 978-3-630-87368-8.
- Der Anfang am Ende der Welt – Geschichte einer wahren Liebe. Rowohlt, Hamburg 2015, ISBN 978-3-499-61198-8.
- Der Traum ist aus. Aber wir werden alles geben, dass er Wirklichkeit wird. Der 4. November 1989 und seine Geschichte. Rowohlt, Hamburg 2019, ISBN 978-3-498-00151-3.